# Jelena Rozga
Jelena Rozga (Spalato, 23 agosto 1977) è una cantante pop croata. Nel 1996, all'età di diciotto anni, divenne la cantante della band Magazin.
Nel 2006, dopo un decennio di successi nei Paesi della ex-Jugoslavia, Jelena Rozga lasciò il gruppo musicale per intraprendere una carriera come solista. Il suo primo album, Oprosti mala, fu pubblicato dalla Croatia Records.
Jelena Rozga è annoverata tra i vincitori del Grand Prix al Festival di Spalato.
Verso la fine del 2011 venne pubblicato il suo primo Best of in due CD. Il CD 2 contiene i più grandi successi della sua carriera solista, mentre il CD 1 contiene le sue hit con i Magazin (1996 - 2006).

## Discografia
- 2006 - Oprosti mala
- 2011 - Bižuterija
- 2011 - Best of
- 2016 - Moderna žena

## Apparizioni televisive
- "Villa Maria" nel ruolo di Mirna Polić (2005)
- "Pod sretnom zvijezdom" nel ruolo di se stessa (2011)